# Vonda N. McIntyre
Vonda Neel McIntyre (Louisville, 28 de agosto de 1948 – Seattle, 1 de abril de 2019) foi uma proeminente escritora de ficção científica e fantasia norte-americana.
Terceira mulher a ganhar o Prêmio Hugo e uma das principais representantes da ficção científica na costa oeste dos Estados Unidos, Vonda escreveu várias novelizações de Star Trek, além de ter sido uma voz ativa a favor da presença de mais mulheres no gênero da ficção especulativa.

## Biografia
Vonda nasceu em 1948, em Louisville, no Kentucky. Era filha de Harrell Neel e Vonda Barth Keith McIntyre (1917-2003), e tinha uma irmã mais nova, Carolyn. Boa parte de sua infância foi passada na costa leste dos Estados Unidos e em Haia, nos Países Baixos, até a família se estabelecer em Seattle, no começo da década de 1960.
Em 1970, Vonda graduou-se em Biologia, pela Universidade de Washington. No mesmo ano, ela fez o curso Clarion Writers Workshop, voltado à profissionalização de escritores e uma forma de desenvolver a criatividade. Ingressou no doutorado em genética, mas em 1971 abandonou a pós-graduação para seguir a carreira na escrita.
Tendo crescido com a companhia de revistas de ficção científica, Vonda começou a escrever roteiros para suas séries de TV favoritas, como Star Trek, ainda na adolescência. Seus primeiros contos foram publicados em 1969, um pouco antes de cursar o Clarion Writers’ Workshop, no Clarion State College, na Pensilvânia, onde ela pode ter atividades com Joanna Russ.
Inspirada pela experiência no Clarion Writers, Vonda fundou o Clarion West Writers’ Workshop, em Seattle, com a ajuda do fundador do workshop original, Robin Wilson. Vonda dirigiu o curso por três anos, tendo Ursula K. Le Guin como uma das tutoras. Morando na cabana isolada de Le Guin, no Oregon, Vonda escreveu seu primeiro livro, The Exile Waiting (1975), sobre uma jovem ladra que tenta fugir de uma sociedade distópica futurista na Terra.
Seu conto, "Of Mist, and Grass, and Sand" (1972), fruto do workshop que participou em 1972, ganhou o Nebula de melhor conto e se tornou o primeiro capítulo do seu livro mais famoso, Dreamsnake (1978). Alguns de seus melhores e premiados contos, como "The Mountains of Sunset", "The Mountains of Dawn", "Aztecs" (que seria expandido no romance Superluminal) e "Fireflood", foram reunidos na coletânea Fireflood and Other Stories, em 1979.

### Star Trek
Convidada a escrever um livro dentro do universo de Star Trek, Vonda publicou The Entropy Effect (1981), cuja origem remonta de seus roteiros da adolescência. Em seguida, Vonda novelizou os roteiros de Star Trek II: The Wrath of Khan (1982), Star Trek III: The Search for Spock (1984) e Star Trek IV: The Voyage Home (1986), seguido do livro Enterprise: The First Adventure (1986). Suas contribuições ao cânone da série incluem o primeiro nome de Sulu, Hikaru, e o nome da mãe do capitão Kirk, Winona. Vonda também escreveu um livro dentro da saga de Star Wars, The Crystal Star (1994).
Sua série de space opera chamada Starfarers – Starfarers (1989), Transition (1991), Metaphase (1992) e Nautilus (1994) – fala sobre a expansão da raça humana pelo universo, primeiro contato com espécies alienígenas e o esforço conjunto de várias culturas alienígenas em formar uma civilização.

## Vida pessoal
Vonda nunca se casou ou teve filhos. Gostava de fazer crochê, principalmente de criaturas marinhas para o projeto Hyperbolic Crochet Coral Reef.
Em 2008, Vonda foi uma das fundadoras do Book View Café, uma cooperativa de editoras voltada a escritores de fantasia e ficção científica que ainda tivessem livros que estavam fora de catálogo há muito tempo, para poderem vender diretamente ao público. O espaço também serve para reimpressões de obras há muito esgotadas e hoje conta com mais de 55 autores.

## Morte
Vonda escreveu até bem próximo de sua morte, quando concluiu o livro Curve of the World. Vonda morreu em sua casa, em Seattle, em 1 de abril de 2019, devido a um câncer de pâncreas em metástase, descoberto em fevereiro do mesmo ano.
Suas cartas, arquivos e diários estão arquivados na biblioteca da Universidade do Oregon, que também é o repositório dos escritos de  Ursula K. Le Guin.

## Publicações

### Livros
- The Exile Waiting, 1975;
- Dreamsnake, 1978;
- Superluminal, 1983;
- The Bride, 1985;
- Barbary, 1986;
- The Moon and the Sun, 1997;
- The Crystal Star (universo expandido de Star Wars), 1994;
- Starfarers, 1989;
- Transition, 1991;
- Metaphase, 1992;
- Nautilus, 1994;
- The Entropy Effect (universo de Star Trek), 1981;
- The Wrath of Khan (universo de Star Trek), 1982;
- The Search for Spock (universo de Star Trek), 1984;
- The Voyage Home (universo de Star Trek), 1986;
- Enterprise: The First Adventure (universo de Star Trek), 1986;

### Coletâneas
- Fireflood and Other Stories, 1979;
- Aurora: Beyond Equality, 1976;
- Nebula Awards Showcase, 2004;